# Patrick Pentz
Patrick Pentz (Salisburgo, 2 gennaio 1997) è un calciatore austriaco, portiere del Brøndby e della nazionale austriaca.

## Carriera

### Club
Cresciuto nelle giovanili dell'Austria Vienna, ha esordito il 15 maggio 2016 in un match vinto 3-0 contro lo Sturm Graz.
Il 9 luglio 2022 viene acquistato dal Stade Reims.
Il 27 gennaio 2023 viene ceduto a titolo definitivo al Bayer Leverkusen, il quale lo acquista per sopperire all'infortunio di Andrej Lunëv.

### Nazionale
Il 29 marzo 2022 debutta con la nazionale maggiore nell'amichevole pareggiata per 2-2 contro la Scozia.

## Statistiche

### Presenze e reti nei club
Statistiche aggiornate al 7 luglio 2017.
| Stagione              | Squadra               | Campionato            | Campionato | Campionato | Coppe nazionali | Coppe nazionali | Coppe nazionali | Coppe continentali | Coppe continentali | Coppe continentali | Altre coppe | Altre coppe | Altre coppe | Totale | Totale | Totale |
| Stagione              | Squadra               | Comp                  | Pres       | Reti       | Comp            | Pres            | Reti            | Comp               | Pres               | Reti               | Comp        | Pres        | Reti        | Pres   | Reti   |        |
| --------------------- | --------------------- | --------------------- | ---------- | ---------- | --------------- | --------------- | --------------- | ------------------ | ------------------ | ------------------ | ----------- | ----------- | ----------- | ------ | ------ | ------ |
| 2015-2016             | Austria Vienna        | BUN                   | 1          | 0          | CA              | 0               | 0               |                    | -                  | -                  |             | -           | -           | 1      | 0      |        |
| 2016-2017             | Austria Vienna        | BUN                   | 0          | 0          | CA              | 2               | -5              | UEL                | 0                  | 0                  |             | -           | -           | 2      | -5     |        |
| 2017-2018             | Austria Vienna        | BUN                   | 24         | -37        | CA              | 2               | -2              | UEL                | 5                  | -11                |             | -           | -           | 31     | -50    |        |
| 2018-2019             | Austria Vienna        | BUN                   | 27         | -39        | CA              | 4               | -3              |                    | -                  | -                  |             | -           | -           | 31     | -42    |        |
| 2019-2020             | Austria Vienna        | BUN                   | 16         | -19        | CA              | 0               | 0               |                    | -                  | -                  |             | -           | -           | 16     | -19    |        |
| 2020-2021             | Austria Vienna        | BUN                   | 35         | -44        | CA              | 4               | -6              |                    | -                  | -                  |             | -           | -           | 39     | -50    |        |
| 2021-2022             | Austria Vienna        | BUN                   | 32         | -39        | CA              | 2               | -1              | UECL               | 2                  | -3                 |             | -           | -           | 36     | -43    |        |
| Totale Austria Vienna | Totale Austria Vienna | Totale Austria Vienna | 135        | -178       |                 | 14              | -17             |                    | 7                  | -14                |             | -           | -           | 156    | -209   |        |
| 2022-gen. 2023        | Stade Reims           | L1                    | 7          | -14        | CF              | 0               | 0               |                    | -                  | -                  |             | -           | -           | 7      | -14    |        |
| gen.-giu. 2023        | Bayer Leverkusen      | B                     | 0          | 0          | CG              | 0               | 0               |                    | -                  | -                  |             | -           | -           | 0      | 0      |        |
| 2023-2024             | Brøndby               | SL                    | 27         | -29        | CD              | 3               | -3              |                    | -                  | -                  |             | -           | -           | 30     | -32    |        |
| Totale carriera       | Totale carriera       | Totale carriera       | 169        | -221       |                 | 17              | -20             |                    | 7                  | -14                |             | -           | -           | 193    | -255   |        |

### Cronologia presenze e reti in nazionale
| Cronologia completa delle presenze e delle reti in nazionale ― Austria | Cronologia completa delle presenze e delle reti in nazionale ― Austria | Cronologia completa delle presenze e delle reti in nazionale ― Austria | Cronologia completa delle presenze e delle reti in nazionale ― Austria | Cronologia completa delle presenze e delle reti in nazionale ― Austria | Cronologia completa delle presenze e delle reti in nazionale ― Austria | Cronologia completa delle presenze e delle reti in nazionale ― Austria | Cronologia completa delle presenze e delle reti in nazionale ― Austria |
| Data                                                                   | Città                                                                  | In casa                                                                | Risultato                                                              | Ospiti                                                                 | Competizione                                                           | Reti                                                                   | Note                                                                   |
| ---------------------------------------------------------------------- | ---------------------------------------------------------------------- | ---------------------------------------------------------------------- | ---------------------------------------------------------------------- | ---------------------------------------------------------------------- | ---------------------------------------------------------------------- | ---------------------------------------------------------------------- | ---------------------------------------------------------------------- |
| 29-3-2022                                                              | Vienna                                                                 | Austria                                                                | 2 – 2                                                                  | Scozia                                                                 | Amichevole                                                             | -                                                                      | 87’                                                                    |
| 6-6-2022                                                               | Vienna                                                                 | Austria                                                                | 1 – 2                                                                  | Danimarca                                                              | UEFA Nations League 2022-2023 - 1º turno                               | -2                                                                     |                                                                        |
| 10-6-2022                                                              | Vienna                                                                 | Austria                                                                | 1 – 1                                                                  | Francia                                                                | UEFA Nations League 2022-2023 - 1º turno                               | -1                                                                     |                                                                        |
| 22-9-2022                                                              | Saint-Denis                                                            | Francia                                                                | 2 – 0                                                                  | Austria                                                                | UEFA Nations League 2022-2023 - 1º turno                               | -2                                                                     |                                                                        |
| 23-3-2024                                                              | Bratislava                                                             | Slovacchia                                                             | 0 – 2                                                                  | Austria                                                                | Amichevole                                                             | -                                                                      |                                                                        |
| 4-6-2024                                                               | Vienna                                                                 | Austria                                                                | 2 – 1                                                                  | Serbia                                                                 | Amichevole                                                             | -1                                                                     |                                                                        |
| 17-6-2024                                                              | Düsseldorf                                                             | Austria                                                                | 0 – 1                                                                  | Francia                                                                | Euro 2024 - 1º turno                                                   | -1                                                                     |                                                                        |
| 21-6-2024                                                              | Berlino                                                                | Polonia                                                                | 1 – 3                                                                  | Austria                                                                | Euro 2024 - 1º turno                                                   | -1                                                                     |                                                                        |
| 25-6-2024                                                              | Berlino                                                                | Paesi Bassi                                                            | 2 – 3                                                                  | Austria                                                                | Euro 2024 - 1º turno                                                   | -2                                                                     |                                                                        |
| 2-7-2024                                                               | Lipsia                                                                 | Austria                                                                | 1 – 2                                                                  | Turchia                                                                | Euro 2024 - Ottavi di finale                                           | -2                                                                     |                                                                        |
| 6-9-2024                                                               | Lubiana                                                                | Slovenia                                                               | 1 – 1                                                                  | Austria                                                                | UEFA Nations League 2024-2025 - 1º turno                               | -1                                                                     |                                                                        |
| 9-9-2024                                                               | Oslo                                                                   | Norvegia                                                               | 2 – 1                                                                  | Austria                                                                | UEFA Nations League 2024-2025 - 1º turno                               | -2                                                                     |                                                                        |
| 13-10-2024                                                             | Linz                                                                   | Austria                                                                | 5 – 1                                                                  | Norvegia                                                               | UEFA Nations League 2024-2025 - 1º turno                               | -1                                                                     |                                                                        |
| 17-11-2024                                                             | Vienna                                                                 | Austria                                                                | 1 – 1                                                                  | Slovenia                                                               | UEFA Nations League 2024-2025 - 1º turno                               | -1                                                                     |                                                                        |
| 7-6-2025                                                               | Vienna                                                                 | Austria                                                                | 2 – 1                                                                  | Romania                                                                | Qual. Mondiali 2026                                                    | -1                                                                     |                                                                        |
| 10-6-2025                                                              | Serravalle                                                             | San Marino                                                             | 0 – 4                                                                  | Austria                                                                | Qual. Mondiali 2026                                                    | -                                                                      | 46’                                                                    |
| Totale                                                                 |                                                                        | Presenze                                                               | 16                                                                     |                                                                        | Reti                                                                   | -18                                                                    |                                                                        |